# The Middle-earth Paradigm
«El paradigma de la Tierra Media», «El paradigma de la Tierra de Enmedio» en Hispanoamérica, es el sexto episodio de la primera temporada de la serie de televisión cómica La teoría del big bang, estrenado el 29 de octubre de 2007.

## Referencia en el título
El título del episodio hace referencia al traje que usa Leonard en la fiesta de disfraces, de Frodo Bolsón, el hobbit protagonista de la novela de fantasía heroica El Señor de los Anillos, de J. R. R. Tolkien, novela que se desarrolla en la ficticia Tierra Media. El título del episodio (Middle-earth, ‘Tierra Media’) ha sido mal traducido en Hispanoamérica por «Tierra de Enmedio», perdiéndose así la referencia a la obra de Tolkien.

## Sinopsis
Penny invita a Leonard, Raj, Sheldon y Howard a una fiesta de disfraces que va a organizar por Halloween. Los chicos empiezan disculpándose diciendo que ya no bailan, pero después piensan que es una buena oportunidad para impresionar a Penny e intimidar a su exnovio usando disfraces al estilo nerd.
El día de la fiesta se ve cómo Leonard se ha vestido de Flash. Llaman a la puerta y aparece Howard también vestido del «Corredor Escarlata», por lo que Leonard se enoja. Entonces aparece Raj diciendo «aquí está el hombre más rápido del mundo», con el traje del mismo superhéroe, por supuesto. Sheldon sale de su cuarto y también está vestido de Flash, ante lo que Sheldon dice que por eso había que haber hecho una reunión predisfraces. Ante la coincidencia, acuerdan que ninguno lleve el disfraz de Flash a la fiesta. Entonces Sheldon se viste de rayas horizontales blancas y negras, que luego revela que representan el efecto Doppler, Howard se disfraza de Robin Hood (aunque lo confunden con Peter Pan), Raj de Thor y Leonard de Frodo.
En la fiesta, los chicos tienen problemas socializando. Por ejemplo: Sheldon es incapaz de explicar su traje como el efecto Doppler, por lo que Leonard le aconseja que mejor diga que es una cebra; y Raj no puede hablar a una mujer. Más tarde, el exnovio de Penny, Kurt (Brian Wade), aparece y se enfrenta a Leonard, que intenta hacerle frente con términos científicos como que no algunos seres han evolucionado y otros no y que un Homo Habilis haciendo uso de sus pulgares, diria ¿qué?, haciendo que se vayan Sheldon y él. Leonard está deprimido, por lo que Sheldon le sirve un té caliente, «a las personas deprimidas las animan las bebidas calientes», dice. Penny se acerca a ver cómo está Leonard y se disculpa con él. Borracha y enojada, Penny le besa antes de regresar a la fiesta. Kurt lo ve, y Leonard le dice: «así somos los hobbits», y cierra la puerta. Mientras tanto, Howard no puede encontrar a Raj, que termina yéndose a casa con una chica de la fiesta que lo describe como «un buen oyente», y teniendo sexo con ella.